# Bo Ekelund
Bo Daniel Ekelund (Gävle, 26 luglio 1894 – Saltsjöbaden, 1º aprile 1983) è stato un altista e dirigente sportivo svedese.

## Biografia
Nel 1919 e 1920 fu campione nazionale svedese della sua specialità e nel 1919 fece registrare il record svedese del salto in alto pari a 1,93 m.
Nel 1920 prese parte ai Giochi olimpici di Anversa vincendo la medaglia di bronzo nel salto con l'asta con la misura di 1,900 m.
Ekelund si ritirò dalle competizioni nel 1921, quando andò a lavorare come ingegnere a Shanghai. Al suo ritorno in Svezia divenne attivo nella politica locale e fu membro del consiglio municipale della sua città. Parallelamente fu segretario generale dello Stockholm University Sports Club nel 1915, presidente della federazione svedese di atletica leggera (Svenska Friidrottsförbundet) dal 1925 al 1934 e segretario generale della IAAF dal 1930 al 1946. Era anche membro del Comitato Olimpico svedese.
Dal 1965 al 1967 è stato Presidente della Federazione dell'Industria Europea delle Costruzioni.

## Record nazionali
- Salto in alto: 1,93 m  (settembre 1919)

## Palmarès
| Anno | Manifestazione  | Sede    | Evento        | Risultato | Prestazione | Note |
| ---- | --------------- | ------- | ------------- | --------- | ----------- | ---- |
| 1920 | Giochi olimpici | Anversa | Salto in alto | Bronzo    | 1,900 m     |      |

## Campionati nazionali
- 2 volte campione svedese del salto in alto (1919, 1920)